# Microcavia sorojchi
El cuis chico (Microcavia sorojchi) es una especie de roedor del género Microcavia de la familia de los cávidos. Habita en ambientes áridos y semiáridos a elevadas altitudes en el centro-oeste de Sudamérica.

## Taxonomía
Descripción original
Esta especie fue descrita originalmente en el año 2021 por los mastozoólogos Pablo Teta, Jorge Pablo Jayat y Pablo Edmundo Ortiz.
Localidad tipo
La localidad tipo referida es: “Chorrillos, en las coordenadas: 24°22′S 66°45′O / -24.367, -66.750, a una altitud de 5000 msnm, departamento de Los Andes, oeste de la provincia de Salta, Argentina”.
Holotipo
El ejemplar holotipo designado fue catalogado como: CML 66; se trata de una hembra adulta, de la que se preservó la piel y el cráneo. Fue capturada por Emilio Budin en febrero de 1930. Se encuentra depositada en la Colección de Mamíferos de la Facultad de Ciencias Naturales e Instituto Miguel Lillo, ubicada en la ciudad argentina de San Miguel de Tucumán.
Etimología
Etimológicamente el término genérico Microcavia se construye con una palabra del idioma griego, en donde: mikros significa 'pequeño' más cavia que es el nombre genérico homónimo que identifica a roedores de mayor tamaño y que proviene del nombre vulgar en idioma portugués: caviá. El epíteto específico sorojchi remite a la misma palabra empleada por las etnias andinas para aludir al mal de altura, apunamiento o soroche. Se relaciona a la elevada altitud en donde habita este roedor y a lo que deberá padecer quien intente estudiarlo.

### Historia taxonómica
Durante una revisión de materiales pertenecientes a la Colección de Mamíferos de la Facultad de Ciencias Naturales e Instituto Miguel Lillo, se encontró un espécimen (CML 66), que había sido capturado hacía casi un siglo Chorrillos (en el oeste salteño), el cual presentaba una combinación única de características morfológicas, la que no se correspondía con ninguna de las especies conocidas de Microcavia. En el año 2020 en una publicación efectuada por Rocío Tatiana Sánchez se da a conocer la captura de 3 ejemplares hembras (2 adultas y una juvenil) del género Microcavia en un ambiente puneño a 3100 m s. n. m., en la quebrada de Santo Domingo, 30 km al sudoeste de Jagüé, provincia de La Rioja (Argentina), a los que la autora asigna a Microcavia niata pallidior. Por lo menos el ejemplar CML 13052, no corresponde a dicha especie, pero se asimila al ejemplar de Chorrillos, por lo que esa localidad riojana pasó a ser considerada la segunda donde habita Microcavia sorojchi.

## Características y afinidades
Microcavia sorojchi se reconoce sobre la base de evidencias morfológicas cualitativas y cuantitativas. Es de tamaño pequeño para el género, con longitud cabeza más cuerpo de entre 190 y 195 mm y longitud cóndilo-incisiva de 39,98 a 40,03 mm. La coloración dorsal es marrón salpicada de amarillento; en lo ventral es de color crema.
A pesar de vivir a elevada altitud, Microcavia sorojchi presentó mayores afinidades morfológicas, así como también en los análisis estadísticos multivariados, con el grupo de especies que habitan en tierras bajas y que antes se ubicaban todas dentro de M. australis (M. australis, M. jayat y M. maenas).

## Distribución, hábitats y costumbres
Microcavia sorojchi es un taxón endémico del noroeste de la Argentina. Solo fueron colectados ejemplares en las provincias de Salta y La Rioja. Si bien en provincias intermedias (Jujuy, Tucumán y Catamarca) hay continuidad de hábitats, la especie todavía no cuenta con registros allí. Habita en matorrales abiertos y pastizales áridos y semiáridos de zonas montañosas, en altitudes comprendidas entre los 3100 y los 5000 m s. n. m..
Nada se sabe de sus costumbres. Si su historia natural se asemeja a la de las otras especies del género Microcavia, la dieta de M. sorojchi estaría integrada por hojas, semillas y frutos. Sería a su vez el alimento de una variedad de predadores, desde zorros y felinos hasta aves rapaces.

## Conservación
Ateniéndose a los lineamientos para discernir el estatus de conservación de los taxones —los que fueron estipulados por la organización internacional dedicada a la conservación de los recursos naturales “Unión Internacional para la Conservación de la Naturaleza” (IUCN)—, los autores recomendaron que en la obra Lista Roja de Especies Amenazadas, Microcavia sorojchi sea clasificada como una especie con: “Datos insuficientes” (DD), hasta tanto se realicen estudios más profundos que permitan definirle una calificación más adecuada.